# Magyarország pekingi nagykövetsége
Magyarország pekingi nagykövetsége a kínai főváros Szanlitun nevű negyedében található. A hivatal budapesti megfelelőjével együtt a két ország hivatalos kapcsolatainak legfőbb intézménye.

## A nagykövetség felépítése
A pekingi nagykövetség a magyar külképviseletek sorában a nagyobbak közé számított. A kínai kulturális forradalom idején a kínaiak ezt a követséget is, mint mindegyik hasonló pekingi intézményt, végletesen elszigetelték a kínai közélettől, ezért érdemi munkát alig végezhetett. A kulturális forradalom után fokozatosan enyhült az elzártság. A nagykövetségen dolgozó 4-6 diplomata között mindig volt egy-két képzett sinológus, azaz az ötvenes években a pekingi egyetemen végzett Kína-szakértő, a nyolcvanas évek első felében például Huszár Flórián. A többiek általános külügyi, konzuli munkát végeztek. A beosztottak egy része később itt vagy más országban nagykövet lett, mint Gál Gáspár Tamás első beosztott, vagy Mészáros Sándor II. titkár. A magyar nagykövetséggel kapcsolatot tartó kínai külügyesek között is több magyarul tudó, Budapesten végzett diplomata is volt. A diplomácia nemzetközi nyelve ebben az időben Pekingben az angol és az orosz volt.
A nagykövetségen katonai attasé is dolgozott, 1980–85 között Hajma Lajos személyében. A nagykövet politikai irányítása, de a külkereskedelmi tárca szakmai vezetése alá tartozott a jelentős pekingi kereskedelmi kirendeltség, aminek hivatala Peking fő sugárútján, a Csanganon helyezkedett el. Emellett az MTI is állandó tudósítót tartott a kínai fővárosban, aki ekkoriban Sarkadi Kovács Ferenc volt.

### A külképviselet vezetői[1]

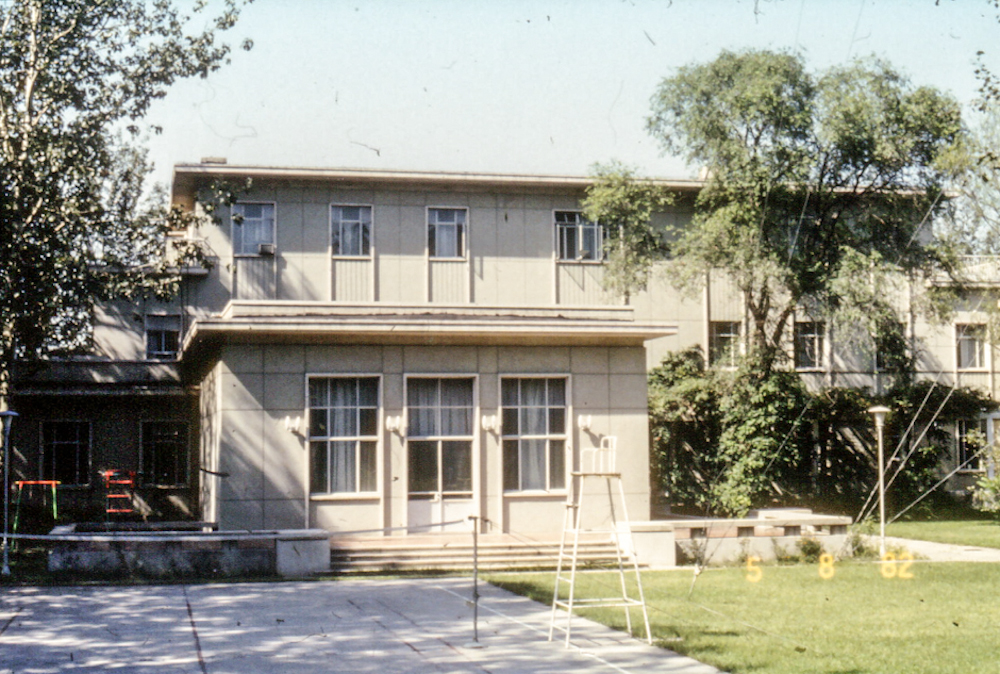
A nagykövetség épülete a kert felől, 1983 körül

Az 1949. október 1-jén kikiáltott Kínai Népköztársasággal Magyarország 1949. október 6-án vette fel a diplomáciai kapcsolatot követi szinten, amit aztán már 1950. június 9-én nagyköveti szintre emelt a két fél.
- 1943–1950 Safrankó Emánuel
- 1953–1954 Szobek András
- 1954–1957 Szkladán Ágoston
- 1957–1960 Nógrádi Sándor
- 1960–1963 Martin Ferenc
- 1963–1970 Halász József
- 1970–1976 Gódor Ferenc
- 1976–1983 Ribánszki Róbert
- 1983–1988 Iván László
- 1988–1992 Németh Iván
- 1992–1995 Mészáros Klára
- 1996–2000 Juhász Ottó 	nagykövet
- 1999–2004 Bayer Mihály
- 2004–2007 Mészáros Sándor
- 2008–2014 Kusai Sándor Zoltán
- 2014–2017 Szilas Andrea Cecília
- 2017– Pesti Máté